# Tablice rejestracyjne w Arabii Saudyjskiej

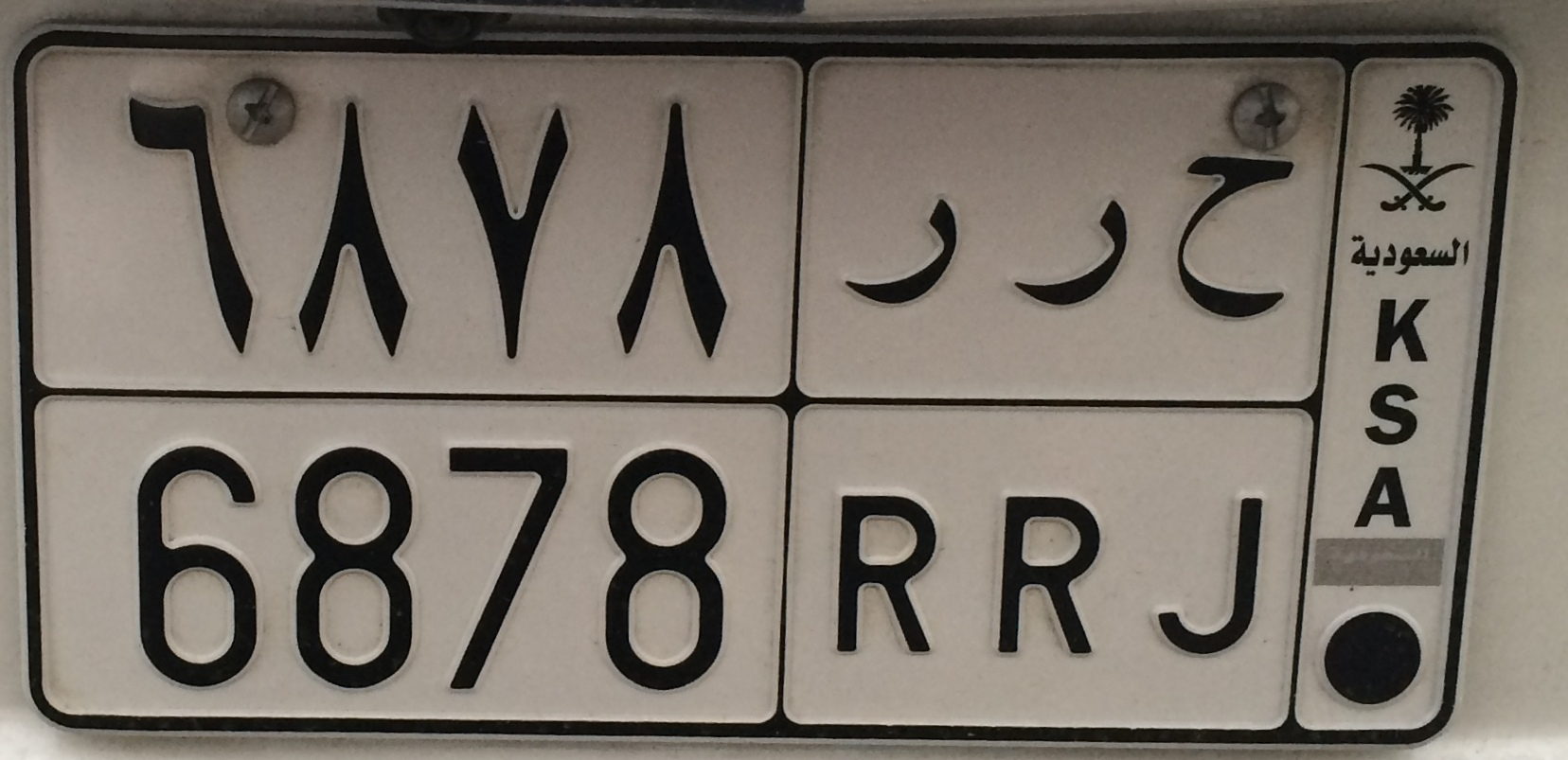
Tablica rejestracyjna z Arabii Saudyjskiej

Tablice rejestracyjne w Arabii Saudyjskiej są produkowane przez "Government Printing Press" w Rijadzie.
Arabia Saudyjska podjęła działania w celu zapewnienia, że wszystkie osoby zamieszkałe w jej granicach rejestrują swoje pojazdy w tym kraju i posiadają tylną oraz przednią tablicę rejestracyjną.

## Litery
Poniższe litery arabskie są używane na saudyjskich tablicach rejestracyjnych.
| Litery arabskie | Tłumaczenie | Rzeczywiste tłumaczenie (jeżeli się różni) |
| --------------- | ----------- | ------------------------------------------ |
| ا               | A           |                                            |
| ب               | B           |                                            |
| ح               | J           | ḥ                                          |
| د               | D           |                                            |
| ر               | R           |                                            |
| س               | S           |                                            |
| ص               | X           | ṣ                                          |
| ط               | T           |                                            |
| ع               | E           | ‘                                          |
| ع               | G           | q                                          |
| ك               | K           |                                            |
| ل               | L           |                                            |
| م               | Z           | m                                          |
| ن               | N           |                                            |
| هـ              | H           |                                            |
| و               | U           |                                            |
| ى               | V           | ā / ỳ                                      |

Wszystkie tablice mają białe tło, ale kilka typów pojazdów może mieć inne tło po prawej stronie, które zawiera herb, skrót nazwy kraju i urzędową pieczęć. Ta strona ma niebieskie tło dla ciężarówek i pojazdów użytkowych, żółta dla transportu publicznego i taksówek, a zielona dla pojazdów dyplomatycznych.

## Niedozwolone kombinacje
Niektóre kombinacje liter są zakazane, zarówno w tłumaczeniu arabskim, jak i łacińskim. Wśród nich są " 'S' 'E' 'X' ", " 'A' 'S' 'S' " oraz inne.